# Шебунинка
Шебунинка — река на острове Сахалин. Длина реки — 33 км. Площадь водосборного бассейна — 166 км².
Берёт начало с горы Сивуха Южно-Камышового хребта. Общее направление течения с юго-востока на северо-запад. Впадает в Татарский пролив. В устье находится посёлок Шебунино.
Протекает по Невельскому району Сахалинской области.

## Данные водного реестра
По данным государственного водного реестра России относится к Амурскому бассейновому округу.